# Lophostoma
Lophostoma (d'Orbigny, 1836) è un genere di pipistrelli della famiglia dei Fillostomidi.

## Descrizione

### Dimensioni
Al genere Lophostoma appartengono pipistrelli di piccole dimensioni, con lunghezza della testa e del corpo tra 42 e 89 mm, la lunghezza dell'avambraccio tra 33 e 56 mm, la lunghezza della coda tra 5 e 22 mm e un peso fino a 39 g.

### Caratteristiche craniche e dentarie
Il cranio è simile a quello delle specie del genere  Tonatia ma con una costrizione post-orbitale ancora più stretta.
Sono caratterizzati dalla seguente formula dentaria:

### Aspetto
La pelliccia è corta. Il colore delle parti dorsali varia dal grigio al grigio-brunastro, mentre le parti inferiori sono solitamente più chiare. Il muso è corto e privo di peli fornito di una foglia nasale lanceolata, con la porzione anteriore fusa al labbro superiore. Il labbro inferiore è attraversato da un solco longitudinale circondato da piccole verruche. Le orecchie sono grandi,  arrotondate e unite alla base da una sottile membrana. Le ali sono attaccate posteriormente alla base delle dita dei piedi. La coda è lunga circa la metà dell'ampio uropatagio, mentre il calcar è più lungo del piede.

## Distribuzione
Il genere è diffuso in America Centrale e meridionale.

## Tassonomia
Il genere comprende 7 specie.
- Le parti ventrali sono bianche.
  - Lophostoma carrikeri
  - Lophostoma kalkoae
- Le parti ventrali sono marroni o grigiastre.
  - Lophostoma aequatorialis
  - Lophostoma brasiliense
  - Lophostoma evotis
  - Lophostoma schulzi
  - Lophostoma silvicolum